# Elophos anastomosis
Elophos anastomosis är en fjärilsart som beskrevs av Hoffmann och Klos. Elophos anastomosis ingår i släktet Elophos och familjen mätare. Inga underarter finns listade i Catalogue of Life.